# 1836 dans le catholicisme
Chronologie du catholicisme
- 1832
- 1833
- 1834
- 1835
- 1836
- 1837
- 1838
- 1839
- 1840

Cet article présente les faits marquants de l'année 1836 dans le catholicisme.

## Évènements
- 1er février : Création de 2 cardinaux par Grégoire XVI.
- 11 juillet : Création de 3 cardinaux par Grégoire XVI.

## Naissance
- 19 mars : Matthias Goebbels, religieux et peintre prussien († 6 septembre 1911)
- 6 août : Petrus von Hötzl, prélat allemand, évêque d'Augsbourg († 9 mars 1902)

## Décès
- 30 janvier : Pedro Inguanzo y Rivero, cardinal espagnol, archevêque de Tolède (° 22 décembre 1764)
- 14 septembre : Luigi Bottiglia Savoulx, cardinal italien de la Curie (° 16 février 1752)